# Alida Withoos

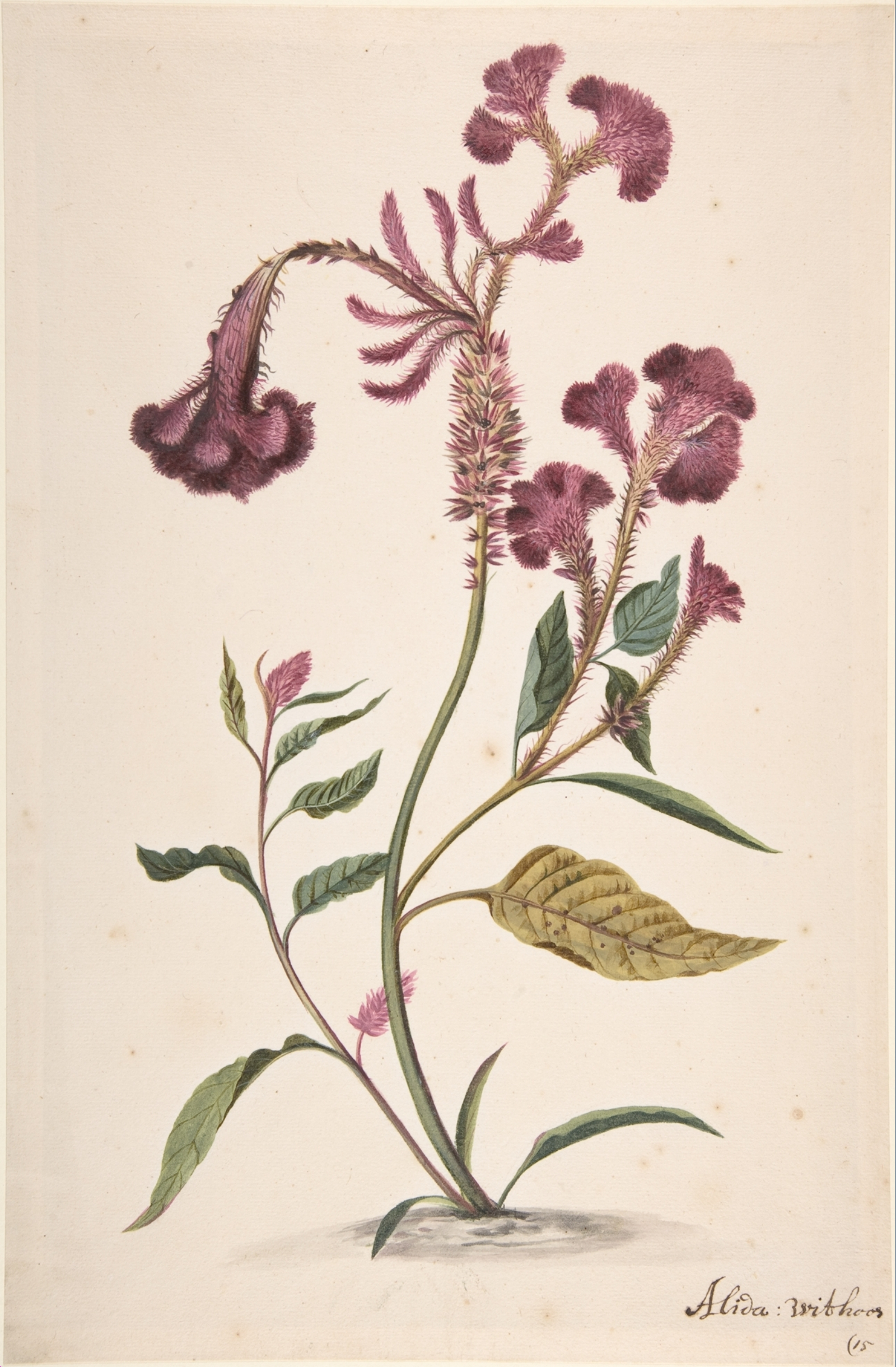
Studium celozji srebrzystej, Alida Withoos

Alida Withoos (ur. ok. 1661 w Amersfoort, zm. 1730) – holenderska malarka i ilustratorka specjalizująca się w rysunkach roślin.

## Życiorys
Alida Withoos urodziła się ok. 1661 roku w Amersfoort . Była córką malarza  Matthiasa Withoosa (1627–1703) i Wendeliny van Hoorn (1618–ok.1680) , którzy mieli ośmioro dzieci . W 1672 roku cała rodzina przeniosła się do Hoorn, gdzie pracowało wielu artystów specjalizujących się w rysunkach roślin i owadów .
Matthias Withoos nauczył wszystkie swoje dzieci rysunku – Alida, Maria (1663–1699), Johannes (1648–1688), Pieter (1654–1692) i Frans (1665–1705) wyspecjalizowali się w rysunkach roślin, ptaków, motyli i innych owadów .
Alida pracowała dla bogatych kolekcjonerów roślin, m.in. dla Agnety Block, a także dla ogrodu botanicznego w Amsterdamie . Sporządziła ilustracje ananasa wyhodowanego przez Block – pierwszego na terenie Holandii . Pracowała również z Marią Sybillą Merian (1647–1717) nad rysunkami różnych odmian orlika . Prace wykonane dla Block nie zachowały się .
Alida wykonała dwanaście stron dla atlasu roślin Jana Moninckxa (1686–1706), który zawierał w sumie 420 akwareli przedstawiających rośliny z amsterdamskiego ogrodu botanicznego . Większość ilustracji do atlasu sporządził Moninckx, część inni artyści, m.in. Maria Moninckx (ok. 1676–1757) i Johanna Helena Herolt (1668–1723) . Ilustracje te posłużyły do wykonania rycin dla dzieła Horti Medici Amstelodamensis rariorum plantarum historia autorstwa Jana Commelina (1629–1692) (tom 1) i Caspara Commelina (1667–1734) (tom 2) .
W 1701 roku Alida wyszła za mąż za malarza Andriesa Cornelisza van Dalena  . Małżeństwo pozostało bezdzietne . Alida zmarła w Amsterdamie i została pochowana 5 grudnia 1730 roku  .